# Netelia radialis
Netelia radialis är en stekelart som först beskrevs av Morley 1916.  Netelia radialis ingår i släktet Netelia och familjen brokparasitsteklar. Inga underarter finns listade i Catalogue of Life.